# Nazionale maschile di hockey su pista dell'Inghilterra
La nazionale di hockey su pista dell'Inghilterra è la selezione maschile di hockey su pista che rappresenta l'Inghilterra in ambito internazionale.

Attiva dal 1910, opera sotto la giurisdizione della federazione inglese.

Al 31 dicembre 2013 occupa il 20º posto nel ranking del Comité Internationale de Rink-Hockey.

## Palmarès

### Nazionale Maggiore
- Campionati del mondo: 2
  -  1º posto: 1936, 1939
  -  2º posto: 1948
- Campionati d’Europa: 12
  -  1º posto: 1926, 1927, 1928, 1929, 1930, 1931, 1932, 1934, 1936, 1937, 1938, 1939
  -  2º posto: 1948
- Coppa delle Nazioni: 8
  -  1º posto: 1923, 1924, 1925, 1927, 1929, 1931, 1939, 1950

## Partecipazioni

### Campionato del mondo
| Edizione        | Piazzamento        | G  | V | P | S |
| --------------- | ------------------ | -- | - | - | - |
| Stoccarda 1936  | Campione del Mondo | 6  | 5 | 1 | 0 |
| Montreux 1939   | Campione del Mondo | 6  | 6 | 0 | 0 |
| Lisbona 1947    | 5º posto           | 6  | 3 | 0 | 3 |
| Montreux 1948   | 2º posto           | 8  | 6 | 2 | 0 |
| Lisbona 1949    | 5º posto           | 7  | 2 | 2 | 3 |
| Milano 1950     | 7º posto           | 9  | 3 | 0 | 6 |
| Barcellona 1951 | 7º posto           | 10 | 4 | 0 | 6 |
| Porto 1952      | 7º posto           | 9  | 3 | 2 | 4 |
| Ginevra 1953    | 6º posto           | 7  | 4 | 0 | 3 |
| Barcellona 1954 | 8º posto           | 14 | 7 | 1 | 6 |
| Milano 1955     | 8º posto           | 10 | 2 | 2 | 6 |
| Porto 1956      | 5º posto           | 10 | 6 | 1 | 3 |
| Porto 1958      | 5º posto           | 9  | 5 | 0 | 4 |
| Madrid 1960     | 6º posto           | 9  | 4 | 1 | 4 |
| Santiago 1962   | Non partecipante   | -  | - | - | - |
| Barcellona 1964 | 8º posto           | 9  | 3 | 0 | 6 |
| San Paolo 1966  | 9º posto           | 9  | 2 | 0 | 7 |
| Porto 1968      | Non partecipante   | -  | - | - | - |
| San Juan 1970   | Non partecipante   | -  | - | - | - |
| La Coruña 1972  | Non partecipante   | -  | - | - | - |
| Lisbona 1974    | Non partecipante   | -  | - | - | - |
| Oviedo 1976     | Non partecipante   | -  | - | - | - |

| Edizione              | Piazzamento      | G | V | P | S |
| --------------------- | ---------------- | - | - | - | - |
| San Juan 1978         | Non partecipante | - | - | - | - |
| Talcahuano 1980       | Non partecipante | - | - | - | - |
| Barcelos 1982         | Non partecipante | - | - | - | - |
| Novara 1984           | Non qualificata  | - | - | - | - |
| Sertãozinho 1986      | 8º posto         | 9 | 2 | 0 | 7 |
| La Coruña 1988        | Non qualificata  | - | - | - | - |
| San Juan 1989         | Non qualificata  | - | - | - | - |
| Porto 1991            | Non qualificata  | - | - | - | - |
| Sesto S.G. 1993       | Non qualificata  | - | - | - | - |
| Recife 1995           | Non qualificata  | - | - | - | - |
| Wuppertal 1997        | Non qualificata  | - | - | - | - |
| Reus 1999             | Non qualificata  | - | - | - | - |
| San Juan 2001         | 14º posto        | 5 | 0 | 0 | 5 |
| Oliveira 2003         | 16º posto        | 6 | 0 | 0 | 6 |
| San Jose 2005         | 11º posto        | 6 | 3 | 0 | 3 |
| Montreux 2007         | 13º posto        | 6 | 3 | 0 | 3 |
| Vigo 2009             | 13º posto        | 6 | 2 | 0 | 4 |
| San Juan 2011         | 15º posto        | 6 | 1 | 0 | 5 |
| Angola 2013           | Ritirata         | - | - | - | - |
| La Roche-sur-Yon 2015 | 15º posto        | 6 | 1 | 0 | 5 |

### Campionati europei
| Edizione        | Piazzamento       | G  | V | P | S |
| --------------- | ----------------- | -- | - | - | - |
| Herne Bay 1926  | Campione d'Europa | 5  | 4 | 1 | 0 |
| Montreux 1927   | Campione d'Europa | 5  | 5 | 0 | 0 |
| Herne Bay 1928  | Campione d'Europa | 5  | 5 | 0 | 0 |
| Montreux 1929   | Campione d'Europa | 5  | 4 | 1 | 0 |
| Herne Bay 1930  | Campione d'Europa | 5  | 5 | 0 | 0 |
| Montreux 1931   | Campione d'Europa | 6  | 6 | 0 | 0 |
| Herne Bay 1932  | Campione d'Europa | 5  | 5 | 0 | 0 |
| Herne Bay 1934  | Campione d'Europa | 5  | 5 | 0 | 0 |
| Stoccarda 1936  | Campione d'Europa | 6  | 5 | 1 | 0 |
| Herne Bay 1937  | Campione d'Europa | 6  | 6 | 0 | 0 |
| Anversa 1938    | Campione d'Europa | 6  | 5 | 1 | 0 |
| Montreux 1939   | Campione d'Europa | 6  | 6 | 0 | 0 |
| Lisbona 1947    | 5º posto          | 6  | 3 | 0 | 3 |
| Montreux 1948   | 2º posto          | 8  | 6 | 2 | 0 |
| Lisbona 1949    | 5º posto          | 7  | 2 | 2 | 3 |
| Milano 1950     | 7º posto          | 9  | 3 | 0 | 6 |
| Barcellona 1951 | 7º posto          | 10 | 4 | 0 | 6 |
| Porto 1952      | 7º posto          | 9  | 3 | 2 | 4 |
| Ginevra 1953    | 6º posto          | 7  | 4 | 0 | 3 |
| Barcellona 1954 | 8º posto          | 14 | 7 | 1 | 6 |
| Milano 1955     | 8º posto          | 10 | 2 | 2 | 6 |
| Porto 1956      | 5º posto          | 10 | 6 | 1 | 3 |
| Barcellona 1957 | 4º posto          | 5  | 2 | 0 | 3 |
| Ginevra 1959    | 4º posto          | 7  | 2 | 0 | 5 |
| Torino 1961     | 8º posto          | 9  | 2 | 0 | 7 |
| Porto 1963      | 6º posto          | 8  | 3 | 1 | 4 |
| Lisbona 1965    | 6º posto          | 8  | 3 | 0 | 5 |
| Bilbao 1967     | 8º posto          | 8  | 1 | 0 | 7 |

| Edizione               | Piazzamento      | G | V | P | S |
| ---------------------- | ---------------- | - | - | - | - |
| Losanna 1969           | 9º posto         | 8 | 0 | 1 | 7 |
| Lisbona 1971           | 9º posto         | 8 | 0 | 0 | 8 |
| Iserlohn 1973          | 9º posto         | 8 | 0 | 0 | 8 |
| Viareggio 1975         | 8º posto         | 7 | 0 | 0 | 7 |
| Porto 1977             | 9º posto         | 8 | 0 | 0 | 8 |
| Barcellona 1979        | 9º posto         | 8 | 0 | 0 | 8 |
| Essen 1981             | 8º posto         | 8 | 2 | 1 | 6 |
| Vercelli 1983          | 8º posto         | 7 | 0 | 0 | 7 |
| Barcelos 1985          | 7º posto         | 8 | 1 | 2 | 5 |
| Oviedo 1987            | 7º posto         | 8 | 1 | 2 | 5 |
| Lodi 1990              | 8º posto         | 8 | 0 | 1 | 7 |
| Wuppertal 1992         | 10º posto        | 9 | 0 | 0 | 9 |
| Funchal 1994           | 9º posto         | 6 | 2 | 0 | 4 |
| Salsomaggiore 1996     | 8º posto         | 8 | 1 | 0 | 7 |
| Paços de Ferreira 1998 | 8º posto         | 6 | 1 | 0 | 5 |
| Wimmis 2000            | 8º posto         | 5 | 0 | 0 | 5 |
| Firenze 2002           | 6º posto         | 7 | 2 | 1 | 4 |
| La Roche-sur-Yon 2004  | 7º posto         | 6 | 1 | 0 | 5 |
| Monza 2006             | 6º posto         | 6 | 3 | 0 | 3 |
| Oviedo 2008            | 6º posto         | 6 | 1 | 2 | 3 |
| Wuppertal 2010         | 7º posto         | 6 | 1 | 0 | 5 |
| Paredes 2012           | 7º posto         | 6 | 0 | 0 | 6 |
| Alcobendas 2014        | Non partecipante | - | - | - | - |